# JNN企画大賞
JNN企画大賞（ジェーエヌエヌきかくたいしょう）はJNN系列局で毎年放送されている企画制作番組。第26回（2016年）までは「JNN共同制作番組」としてテレビドキュメンタリーが毎年放送されていた。2017年の第27回から「JNN企画大賞」という名称に変更。

## 概要
JNNネットワーク協議会の企画で、JNNネットワーク各社が共同制作。制作幹事局を中心に番組を制作する。このため、「製作著作」はJNNネットワーク協議会が、制作幹事局は「番組制作」または「制作」としてクレジットされる。
もともとの番組名は「JNN共同制作番組」。開始当初は1時間30分の番組だったが、2000年代後期から55分番組に変更。また、制作幹事局によってはJNNキー局であるTBSテレビに全国送り出しを委託することがある（これは途中からの1月の東北放送制作の番組、2月信越放送制作の番組、6月のRSK山陽放送制作の番組、及び9月の静岡放送制作の番組も同様）。
2017年の第27回の山陽放送制作分「ひらめき!近未来食堂〜フード革命で世界を救え〜」から「JNN企画大賞」という名称になる。
2020年はJNNキー局のTBSテレビではなく、制作幹事局の中国放送が全国送り出しを行った（例年2月に放送される同局制作の全国ネット番組も同様）。
なお、2021年は制作されず、翌2022年が第31回JNN企画大賞となっている。

## 一覧
| 回数   | 放送日                             | タイトル                                                   | 制作幹事局     | 出演                                                             | 出典   |
| ------ | ---------------------------------- | ---------------------------------------------------------- | -------------- | ---------------------------------------------------------------- | ------ |
| 第1回  |                                    |                                                            |                |                                                                  |        |
| 第2回  |                                    |                                                            |                |                                                                  |        |
| 第3回  |                                    |                                                            |                |                                                                  |        |
| 第4回  |                                    |                                                            |                |                                                                  |        |
| 第5回  |                                    |                                                            |                |                                                                  |        |
| 第6回  |                                    |                                                            |                |                                                                  |        |
| 第7回  |                                    |                                                            |                |                                                                  |        |
| 第8回  |                                    |                                                            |                |                                                                  |        |
| 第9回  | 1999年                             |                                                            | 静岡放送       |                                                                  |        |
| 第10回 | 2000年                             |                                                            | 熊本放送       |                                                                  |        |
| 第11回 |                                    |                                                            |                |                                                                  |        |
| 第12回 |                                    |                                                            |                |                                                                  |        |
| 第13回 | 2003年4月29日                      | 穂高よ永遠なれ ～北穂高小屋物語～                          | 信越放送       | 片岡鶴太郎、幸田聡子、小山義秀、小山義治、村井国夫（ナレーター） |        |
| 第14回 | 2004年2月11日                      | にっぽん岬めぐり                                           | テレビ山口     | 山本コウタロー、大河内奈々子、石坂浩二（ナレーター）             |        |
| 第15回 | 2005年3月21日                      | 山本太郎のスルメイカの旅                                   | 長崎放送       | 山本太郎                                                         |        |
| 第16回 | 2006年3月21日                      | ワイン大国を夢見た男たち ～サムライたちのワインロード～    | 山陽放送       | 小山田真、吉村作治                                               |        |
| 第17回 | 2007年3月21日                      | 夜空の万華鏡 ～ニッポン花火物語～                          | 東北放送       | 照英、中越典子                                                   |        |
| 第18回 | 2008年3月20日                      | 藤重政孝の大陸横断1万4千キロ ～東京-ロンドン浪漫鉄道の旅～ | テレビ山口     | 藤重政孝、深田恭子（ナレーター）                                 | [ 3 ]  |
| 第19回 | 2009年3月21日                      | ウミガメが教えてくれること                                 | 南日本放送     | 元ちとせ、須賀健太                                               | [ 4 ]  |
| 第20回 | 2010年2月11日                      | ふぞろいの魚たち                                           | 長崎放送       | 金子昇（ナビゲーター）、さだまさし（ナレーター）                 | [ 5 ]  |
| 第21回 | 2011年2月11日                      | 夢は日本のハリウッド                                       | テレビユー山形 | LiLiCo（ナビゲーター）、本木雅弘（ナレーター）                   | [ 6 ]  |
| 第22回 | 2012年1月9日 （宮崎放送は1月11日） | 道の旅人になる ～聖地巡礼200キロの旅～                     | あいテレビ     | 宇都宮まき、大杉漣（ナレーター）                                 | [ 7 ]  |
| 第23回 | 2013年2月11日                      | 三陸発!世界三大漁場を行く                                  | IBC岩手放送    | 村上弘明（ナビゲーター、ナレーター）                             | [ 8 ]  |
| 第24回 | 2014年2月11日                      | 世界水族館ものがたり                                       | テレビユー福島 | 小谷実可子（ナビゲーター）、八嶋智人（ナレーター）               | [ 9 ]  |
| 第25回 | 2015年2月11日                      | 地球の鼓動 火山                                            | 宮崎放送       | 鶴田真由（ナビゲーター、ナレーター）、温水洋一（ナビゲーター）   | [ 10 ] |
| 第26回 | 2016年2月11日                      | 神秘の蝶 アサギマダラ 2000キロを渡る旅                     | 大分放送       | 栗山千明（ナビゲーター、ナレーター）                             | [ 11 ] |

| 回数   | 放送日        | タイトル                                      | 制作幹事局     | 出演                                                                       | 出典   |
| ------ | ------------- | --------------------------------------------- | -------------- | -------------------------------------------------------------------------- | ------ |
| 第27回 | 2017年1月21日 | ひらめき!近未来食堂〜フード革命で世界を救え〜 | 山陽放送       | 草刈正雄（ナビゲーター）、照英、山根千佳                                   | [ 1 ]  |
| 第28回 | 2018年1月20日 | 大ナスカ～最後の謎～                          | テレビユー山形 | 恵俊彰（謎解きナビゲーター）、鶴田真由（ナスカ リポーター）                | [ 12 ] |
| 第29回 | 2019年1月19日 | 不思議ジャパン、世界へ！ ～宙に浮かぶ茶室～   | 信越放送       | サンドウィッチマン（MC）、河北麻友子（リポーター）                         | [ 13 ] |
| 第30回 | 2020年1月18日 | 命をつなぐ 動物園、もう一つの誓い             | 中国放送       | 仲間由紀恵（ナビゲーター）、市川美織（レポーター）、高田夏帆（レポーター） | [ 14 ] |
| 第31回 | 2022年1月15日 | 未来をつくる島ホテル                          | 山陰放送       | 松本潤（旅人）                                                             | [ 2 ]  |
| 第32回 | 2023年1月21日 | 島を旅する 世界遺産 奄美大島                  | 南日本放送     | 上白石萌歌（旅人）、山口智充（ナレーター）                                 | [ 15 ] |
| 第33回 | 2024年1月20日 | 共同売店のうた                                | 琉球放送       | 島袋優（BEGIN）、前川真悟（かりゆし58）、玉城千春（Kiroro）                | [ 16 ] |
| 第34回 | 2025年1月18日 | たたらの國 奥出雲                             | 山陰放送       | 岡田准一（旅人）                                                           | [ 17 ] |